# Веллінгтон (регіон)
Веллінгтон (англ. Wellington, маор. Te Whanga-nui-a-Tara) — один з шістнадцяти регіонів Нової Зеландії, розташований у південній частині Північного острова. Населення 492 500 осіб, площа регіону — 8,124 км². Регіон отримав назву на честь свого адміністративного центру міста Веллінгтон, котре є столицею держави та другим за чисельністю в ній. До складу регіону входить майже 9 округів (територіальних управлінь).

## Географія

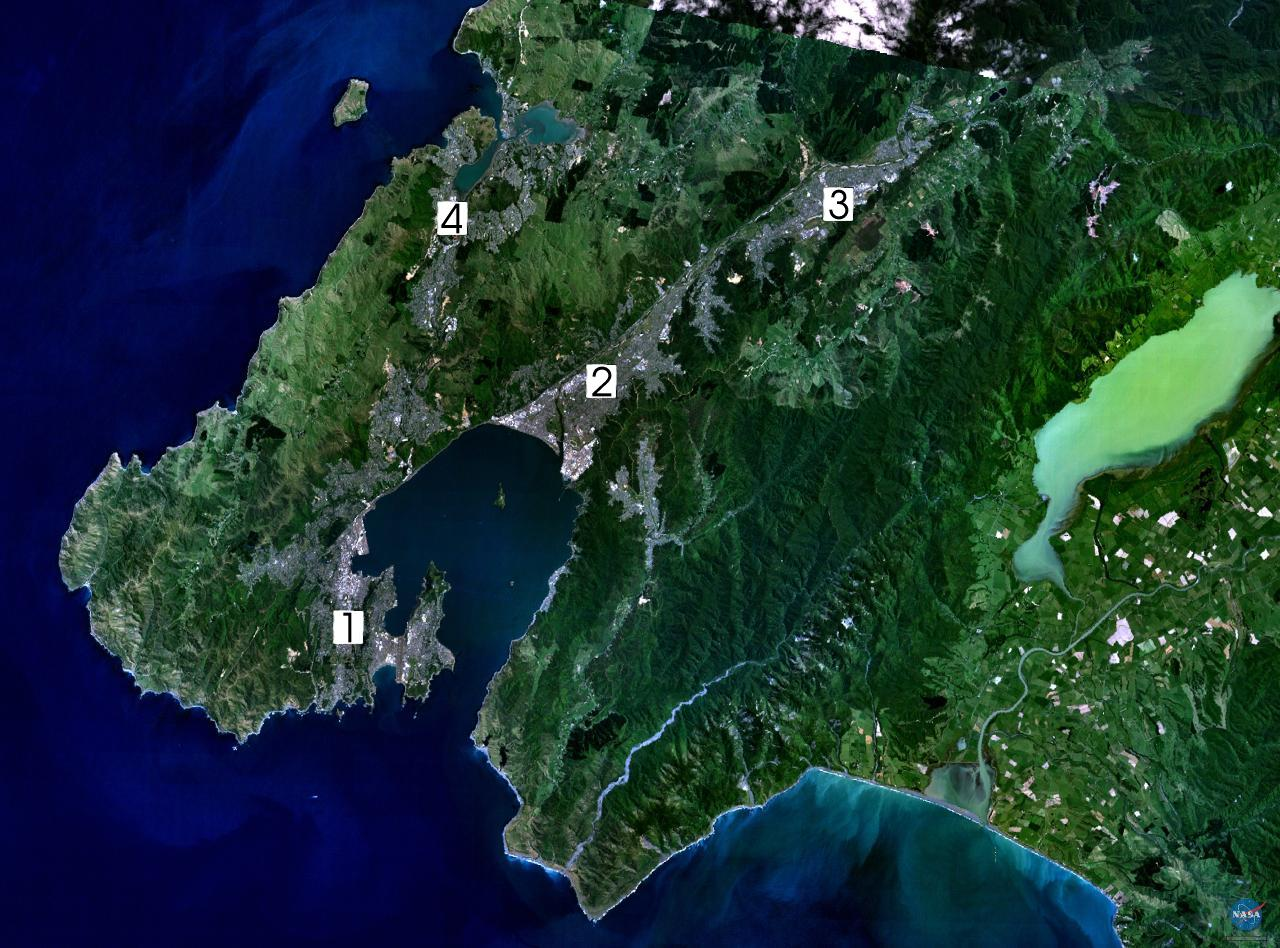
Супутниковий знімок пд-зх частини регіону, де мешкає більшість населення

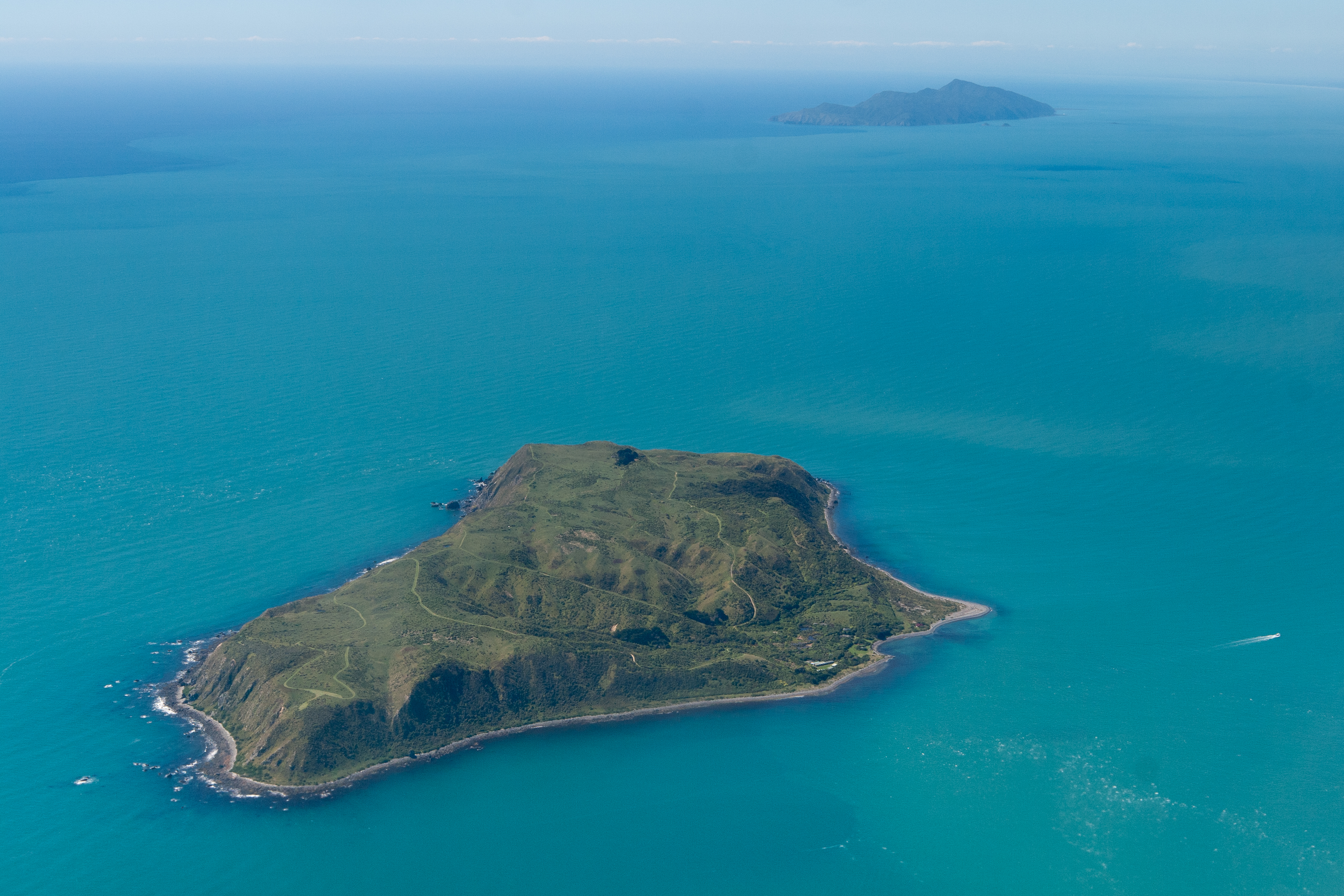
Острів Ману (попереду) та
острів Капіті (на виднокраї)

Регіон Веллінгон знаходиться в південній частині Північного острова, з трьох сторін омивається морем. До регіону відноситься також острів Капіті площею 19.65 км², котрий розташований за 5 км на північному заході та низка дрібних островів: 
Регіон омивається Тасмановим морем (на заході), Тихим океаном (на півдні та сході) та на південному-заході неспокійною протокою Кука котра їх сполучає. Всього за 26 км через протоку розташований регіон Марлбороу на Південному острові. З північного боку суходолом проходить межа з регіоном Манавату-Вангануї.
Регіон Веллінгтон простягнувся найдовше по лінії південний захід — північний схід на 150 км. Ділиться на чотири географічні зони.
- На крайньому заході вузенькою смужку простягнулося рівнинне узбережжя Капіті[en] з прекрасними пляжами та розвиненим туризмом, через що отримало назву "Золоте узбережжя".

- В середині острова в його західній частині піднімається заліснена гірська зона котра є фактичним продовження Південних Альп. Західніше простягнувся хребет Рімутака[en]. Найвища вершина хребта — гора Метью[en] (904 метрів н.р.м.), котра є популярна серед альпіністів та формує краєвид столиці. Східніше розташований — хребет Тараруа[en]. Гора Мітре (англ. Mitre[en]) з висотою 1 571 м н.р.м., є найвищою точкою регіону. Хребти розділяє річка Хатт[en], довжиною 56 км, яка тече з півночі на південь та впадає в гавань Веллінгон. У долині річки[en] та на берегах гавані мешкає 3/4 населення регіону.

- У центральній частині лежить хвиляста рівнина географічного регіону Ваірарапа[en]. Через рівнину протікає 124 км річка Руамаханга[en]. У басейні річки є проточне озеро Ваірарапа[en] площею 78 км² із заболоченими берегами. У регіоні багато сільськогосподарських угідь.

- У південно-східній частині багато заліснених пагорбів. Щільність населення та економічне значення дуже незначне.

У Веллінгтоні є сім регіональних парків :
- Акатарава Форест
- Баттл Хілл Фарм Форест парк
- Белмонт регіональний парк
- Іст Харбор регіональний парк
- Каіток регіональний парк
- Пакуратахі Форест
- Куін Елізабет парк

## Геологія
У західній частині Веллінгтона проходить розлом конвергентної границі між Індо-Австралійською та Тихоокеанською тектонічними плитами. У Веллінгтоні відсутні діючі чи згаслі вулкани, але часті землетруси силою до 6 балів

## Економіка
Станом на березень 2013 року річний ВВП Веллінгтона становить 28.5 млрд $ (13.5% загальнонаціональної економіки). ВВП на душу один з найвищих в державі — 57 941 $, по державі (47 532 $), за цим показником Веллінгтон поступається лише Таранакі. 
Проте економіка регіону має посередні темпи зростання по країні, з 2007 до 2013 ВВП зріс на 21.7%, що дещо менше загальнодержавного розвитку (24.5% за цей же період). 

## Населення

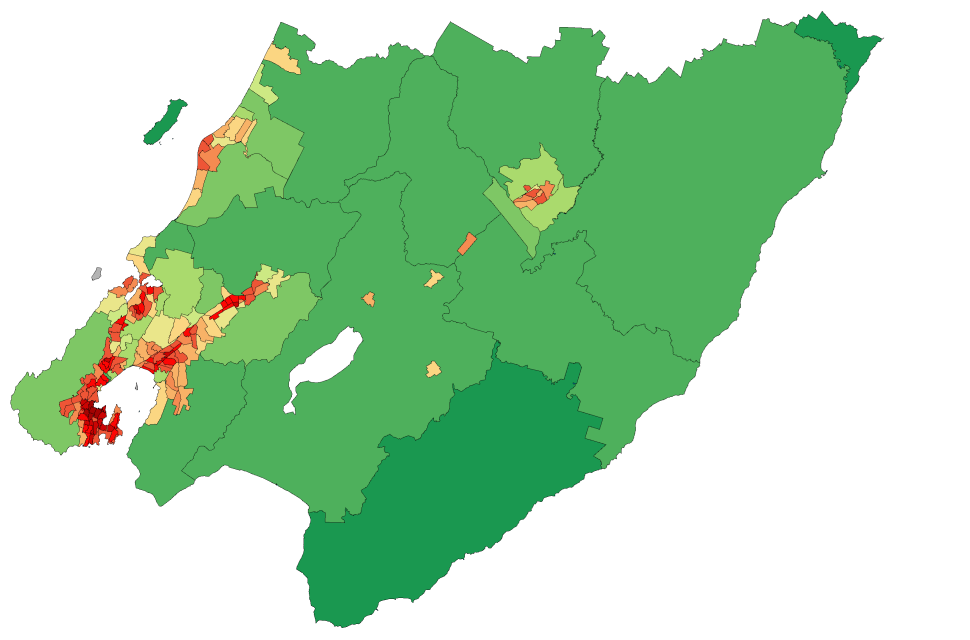
Щільність населення ^{(перепис 2006)}

Станом на середину 2013 населення регіону становить 492 500 (11.02% населення Нової Зеландії). Регіон є третім за чисельністю та щільністю населення в державі. 
Значна частка населення 41.4% (204 000 осіб)сконцентрована в адміністративному центрі та найбільшому місті регіону, столиці держави — в місті Веллінгтон. Ще 20.9% (102 900) мешкає в місті Ловер Хатт. Ловер Хатт, Аппер Хатт та Поріруа входять до агломерації Веллінгтона, сукупне населення якої складає 401 900 (81.6% населення регіону). 
Впродовж років регіон має незначну позитивну динаміку приросту населення, середній приріст за останні сім років (2006-2013) близько 3,771 осіб (+0.76%) щороку, з них 3,714 природного приросту та 57 міграційного приросту. Проте в останній рік міграційне сальдо стало від'ємним і регіон покинуло на 800 осіб більше аніж приїхало. 
Для веллінгонтців, як і для більшості землян характерне старіння населення, середній вік постійно зростає та становить 36.5 роки (сер.2013). Віковий розподіл: 0-14 років — 19.1%, 15-39 — 35.4%, 40-64 — 32.2% , 65+ — 13.3%. 

## Адміністративний устрій
Веллінгтон є одним з 11 дворівневих регіонів Нової Зеландії. Значна частина питань вирішується на рівні територіальних управлінь — округів.
До регіону Веллінгтон входить 9 округів (територіальних управлінь). Округ Тараруа входить у два регіони: Веллінгтон (1.58% площі, де проживає 6 осіб) та Манавату-Уангануі (відповідно 98.42% та 99.97% населення). Чотири територіальні управління Веллінгтон, Поріруа, Ловер Хатт та Аппер Хатт складають Веллінгтонську агломерацію.
| Назва                                                  | Англійська      | Маорі                | Площа (км2) | Населення (оц.2013-07-01) |   | Щільність осіб/км² |
| ------------------------------------------------------ | --------------- | -------------------- | ----------- | ------------------------- | - | ------------------ |
| Картертон округ                                        | Carterton       |                      | 1,180       | 7 820                     | ▲ | 6.63               |
| Капіті коаст округ                                     | Kapiti Coast    |                      | 731         | 50 000                    | ▲ | 68.40              |
| Ловер Хатт місто                                       | Lower Hutt      | Awakairangi          | 377         | 102 900                   | ▲ | 272.94             |
| Мастертон округ                                        | Masterton       | Whakaoriori          | 2,299       | 23 400                    | ▲ | 10.18              |
| Поріруа місто                                          | Porirua         | Porirua              | 182         | 53 300                    | ▲ | 292.86             |
| Сауз Ваірара округ                                     | South Wairarapa |                      | 2,457       | 9430                      | ▲ | 3.84               |
| Тараруа округ*                                         | Tararua         |                      | 69          | 6                         | ▲ | 0.09               |
| Аппер Хатт місто                                       | Upper Hutt      | Orongomai            | 540         | 41 700                    | ▲ | 77.22              |
| Веллінгтон місто                                       | Wellington      | Te Whanga-nui-a-Tara | 290         | 204 000                   | ▲ | 703.45             |
| Веллінгтон регіон                                      | Wellington      | Te Whanga-nui-a-Tara | 8,125       | 492 556                   | ▲ | 60.62              |
| * — Тараруа лише частково входить в регіон Веллінгтон. |                 |                      |             |                           |   |                    |